# صناعة الزجاج

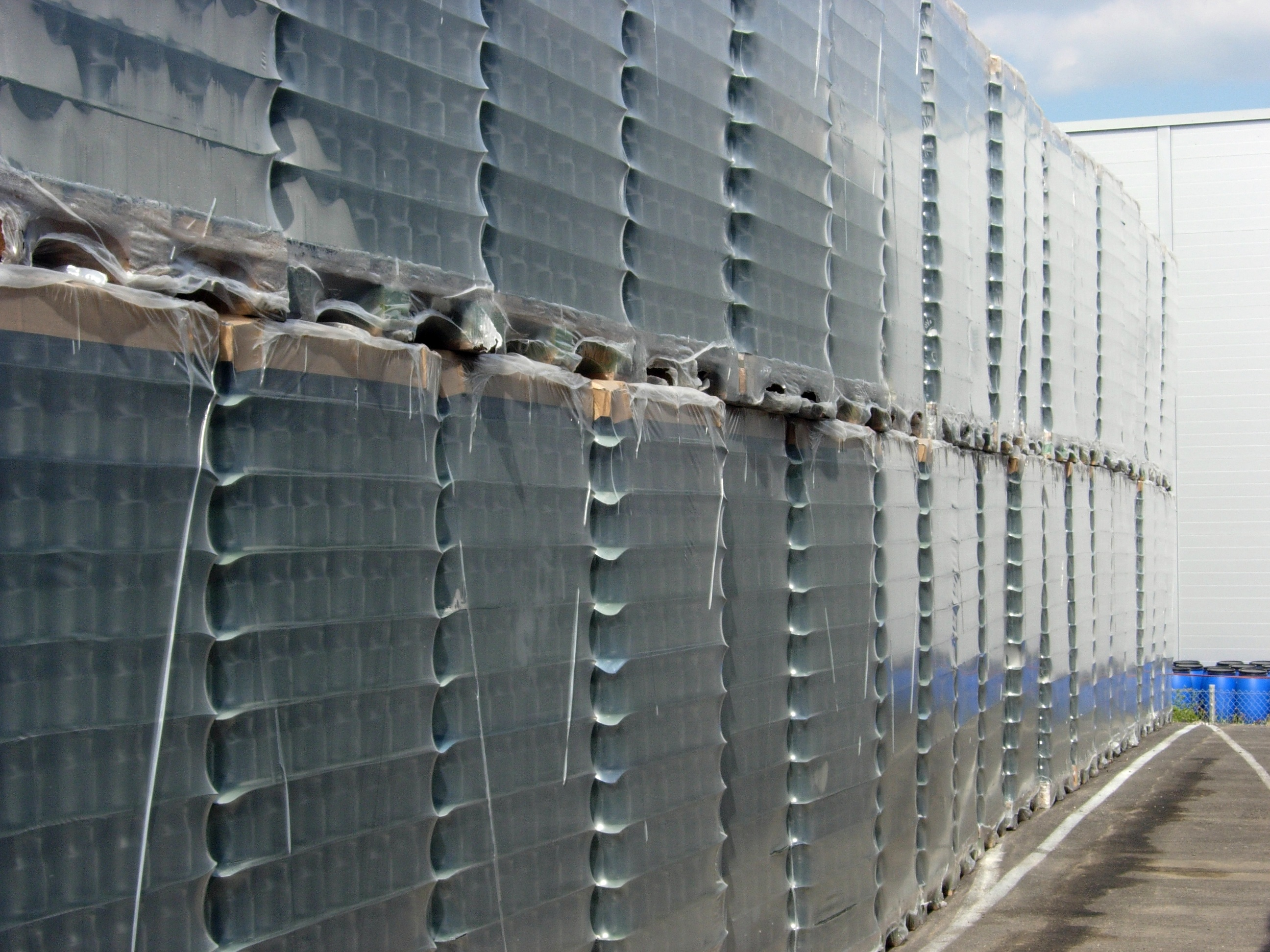
قوارير زجاجية معباًة في مصنع

الزِّجَاجة أو صناعة الزجاج هي الفرع من الصناعة المهتم بإنتاج الزجاج وتسويقه لأغراض تجارية. تعود جذور صناعة الزجاج إلى آلاف السنين قبل الميلاد في التاريخ القديم. تشمل صناعة الزجاج كل من عملية إنتاج الزجاج الطافي (أو العائم) للحصول على ألواح الزجاج؛ وكذلك عملية نفخ الزجاج للحصول على القوارير والأواني الزجاجية. تتطلب صناعة الزجاج إيقاد أفران تصل درجة الحرارة فيها إلى حوالي 1575 °س. يُسمى صانع الزجاج: الزجَّاج